# Luis Swisher
Luis Arturo Swisher Salguero (Città del Guatemala, 21 giugno 1978) è un ex calciatore guatemalteco, di ruolo difensore.

## Caratteristiche tecniche
Era un terzino sinistro.

## Carriera

### Club
Nel 2001, dopo aver giocato nell'Aurora, si è trasferito al Comunicaciones. Nel 2002 è passato al Cobán Imperial. Nel 2004 viene acquistato dal Suchitepéquez. Nel 2005 si trasferisce in Polonia, al Polonia Varsavia. Nel 2006 torna in patria, allo Xelajú MC. Nel 2008 passa allo Jalapa. Nel febbraio 2009 si accasa al Deportivo Petapa. Nell'estate 2009 viene acquistato dall'Universidad de San Carlos, con cui conclude la propria carriera nel 2013.

### Nazionale
Ha debuttato in nazionale nel 2000. Ha partecipato, con la nazionale, alla Gold Cup 2007. Ha collezionato in totale, con la maglia della nazionale, 22 presenze.